# Maharanijhoda
Maharanijhoda (en népalais : महारानीझोडा) est un comité de développement villageois du Népal situé dans le district de Jhapa. Au recensement de 2011, il comptait 10 661 habitants.